# Liste von Bergen und Erhebungen im Südsudan
Dies ist eine Liste von Bergen und Erhebungen in Südsudan:
| Höhe   | Name         | Region            | Koordinate            | Bemerkung     |
| ------ | ------------ | ----------------- | --------------------- | ------------- |
| 3187 m | Kinyeti      | Eastern Equatoria | 03° 57′ N, 032° 55′ O | höchster Berg |
| 2795 m | Jabal Lotuke | Eastern Equatoria | 04° 08′ N, 033° 48′ O |               |
| 2654 m | Konoro       | Eastern Equatoria | 04° 03′ N, 032° 54′ O |               |
| 2623 m | Dongotona    | Eastern Equatoria | 04° 12′ N, 033° 08′ O |               |
| 2483 m | Aripewi      | Eastern Equatoria | 04° 10′ N, 033° 07′ O |               |
| 2445 m | Jabal Kedong | Eastern Equatoria | 04° 02′ N, 032° 38′ O |               |
| 2431 m | Itibol       | Eastern Equatoria | 04° 02′ N, 032° 53′ O |               |
| 2424 m | Gariya       | Eastern Equatoria | 04° 06′ N, 032° 51′ O |               |
| 2357 m | Kaliya       | Eastern Equatoria | 04° 09′ N, 032° 46′ O |               |
| 2318 m | Isugak       | Eastern Equatoria | 04° 05′ N, 032° 50′ O |               |